# 카시오페이아자리 V509
카시오페이아자리 V509 또는 HR 8752는 카시오페이아자리 방향으로 지구로부터 약 4,500 광년 떨어져 있는 항성이다. 이 별은 분광형 G의 황색 극대거성으로, 겉보기 등급은 관측역사상 가장 어두웠을 때 +6에서 가장 밝아졌을 때는 +4.3까지 올라왔고, 현재 이 별의 밝기는 약 +5.2 등급이다. 이 별은 준변광성의 성질을 보여주며 질량을 대량으로 잃고 있는데, 구체적으로 50년이 안 되는 기간 동안 약 1 M☉ 의 물질을 토해냈다. V509는 극대거성이면서도 흔치 않은 황색 극대거성으로 천문학 용어로 '황색 진화 공백' 상태에 있다.
이 별은 태양 질량의 약 25~40배의 주계열성이었다가 적색 초거성으로 진화했을 것이다. 이후 극적인 폭발을 반복하면서 온도가 높아져 왔고 바깥 대기층을 우주로 날려보내고 있다. V509는 이후 청색 초거성 또는 밝은 청색변광성으로 진화한 뒤 울프-레이에 별 후기 단계가 되면서 밝기가 감소할 것이다. 그러나 울프-레이에 별이 되기 전 초신성 폭발을 할 수도 있다.